# Uitlaatgas

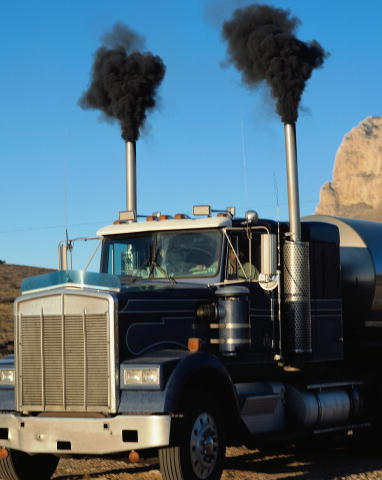
Een vrachtauto met een dieselmotor stoot twee pluimen uitlaatgas uit bij het starten

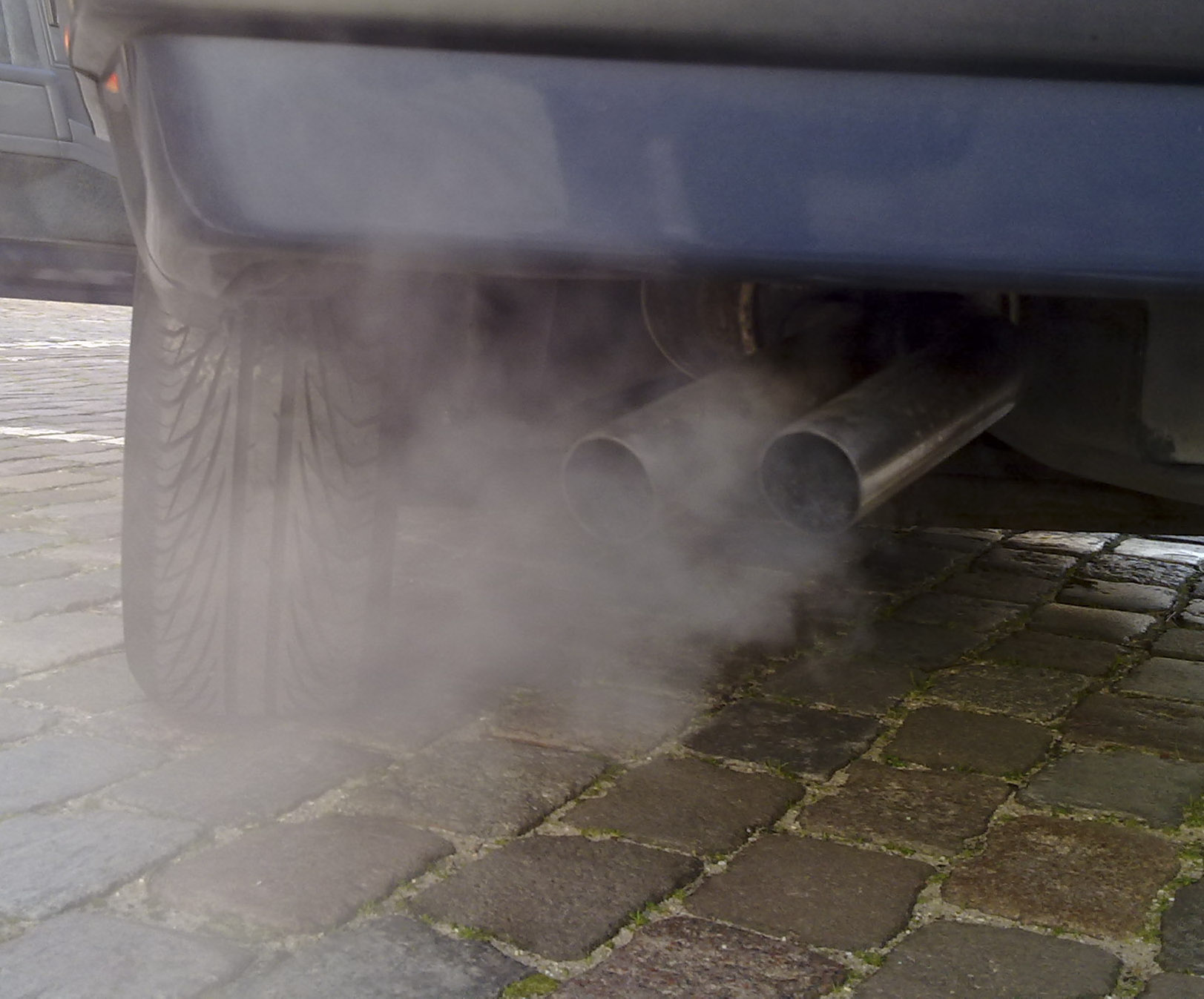
Uitlaatgas van een auto

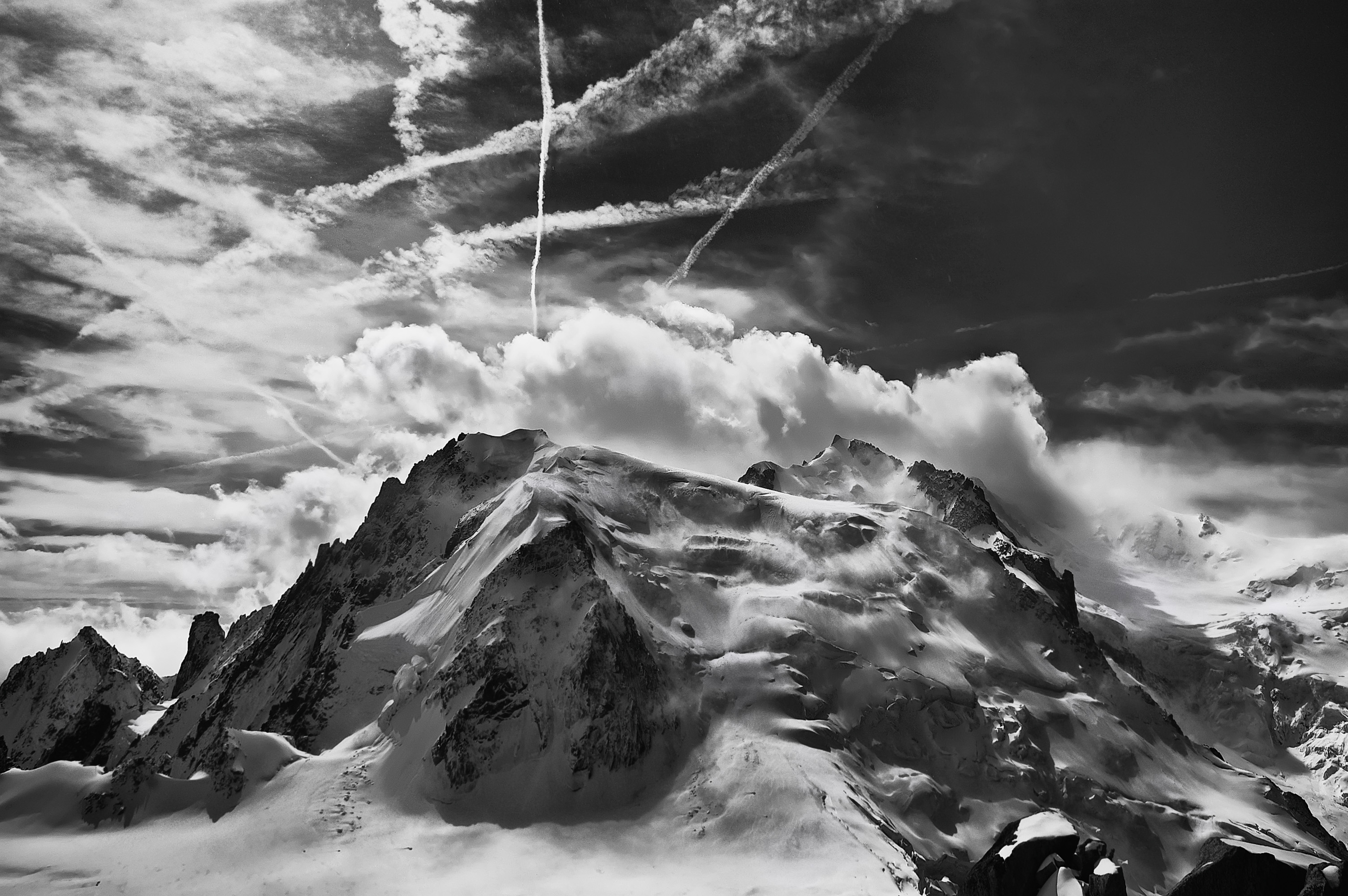
Condenssporen van vliegtuigen boven de Mont Blanc du Tacul

Uitlaatgassen zijn gassen die ontstaan in verbrandingsmotoren en die via de uitlaat van bijvoorbeeld een voertuig uitgestoten worden. Uitlaatgassen zijn een vorm van voertuigemissie.
Uitlaatgassen zijn de belangrijkste bronnen van luchtverontreiniging. In de uitlaatgassen zitten onder meer zwaveldioxide (SO2) en stikstofoxiden (NOx), die beide bijdragen aan verzuring, maar ook het broeikasgas koolstofdioxide (CO2). Andere schadelijke stoffen in uitlaatgassen zijn roet- en fijnstofdeeltjes.
Auto's zijn voorzien van driewegkatalysatoren die de meest schadelijke stoffen moeten  tegenhouden.

## Kleur
De kleur van de uitlaatgassen kan een indicatie zijn voor de toestand van een motor:
- wit: water of antivries in de cilinder
- blauw: motorolie in de cilinder
- zwart: roet door te veel brandstof in de cilinder